# Valerie Lawrence
Valerie Lawrence, född 5 augusti 1936, är en australisk friidrottare. Hon deltog vid olympiska sommarspelen 1956.